# Áustria nos Jogos Olímpicos de Inverno de 2006
A Áustria mandou 82 competidores para os Jogos Olímpicos de Inverno de 2006, em Turim, na Itália. A delegação conquistou 23 medalhas no total, sendo nove de ouro, sete de prata e sete de bronze.

## Medalhas
| Atleta                                                         | Esporte             | Evento                            | Medalha |
| -------------------------------------------------------------- | ------------------- | --------------------------------- | ------- |
| Christoph Bieler Felix Gottwald Michael Gruber Mario Stecher   | Combinado nórdico   | Equipes                           | Ouro    |
| Felix Gottwald                                                 | Combinado nórdico   | Velocidade                        | Ouro    |
| Michaela Dorfmeister                                           | Esqui alpino        | Downhill feminino                 | Ouro    |
| Michaela Dorfmeister                                           | Esqui alpino        | Super-G feminino                  | Ouro    |
| Benjamin Raich                                                 | Esqui alpino        | Slalom gigante masculino          | Ouro    |
| Benjamin Raich                                                 | Esqui alpino        | Slalom masculino                  | Ouro    |
| Andreas Linger Wolfgang Linger                                 | Luge                | Duplas                            | Ouro    |
| Thomas Morgenstern                                             | Salto de esqui      | Pista longa individual            | Ouro    |
| Andreas Kofler Martin Koch Thomas Morgenstern Andreas Widhölzl | Salto de esqui      | Pista longa por equipes           | Ouro    |
| Felix Gottwald                                                 | Combinado nórdico   | Individual                        | Prata   |
| Reinfried Herbst                                               | Esqui alpino        | Slalom masculino                  | Prata   |
| Nicole Hosp                                                    | Esqui alpino        | Slalom feminino                   | Prata   |
| Hermann Maier                                                  | Esqui alpino        | Super-G masculino                 | Prata   |
| Marlies Schild                                                 | Esqui alpino        | Combinado feminino                | Prata   |
| Michael Walchhofer                                             | Esqui alpino        | Downhill masculino                | Prata   |
| Andreas Kofler                                                 | Salto de esqui      | Pista longa individual            | Prata   |
| Hermann Maier                                                  | Esqui alpino        | Slalom gigante masculino          | Bronze  |
| Alexandra Meissnitzer                                          | Esqui alpino        | Super-G feminino                  | Bronze  |
| Marlies Schild                                                 | Esqui alpino        | Slalom feminino                   | Bronze  |
| Rainer Schönfelder                                             | Esqui alpino        | Combinado masculino               | Bronze  |
| Rainer Schönfelder                                             | Esqui alpino        | Slalom masculino                  | Bronze  |
| Mikhail Botwinov                                               | Esqui cross-country | Largada coletiva masculina        | Bronze  |
| Siegfried Grabner                                              | Snowboard           | Slalom gigante paralelo masculino | Bronze  |

## Desempenho

### Biatlo
| Atleta                                                             | Evento                     | Final     | Final | Final |
| Atleta                                                             | Evento                     | Tempo     | Pen.  | Pos.  |
| ------------------------------------------------------------------ | -------------------------- | --------- | ----- | ----- |
| Ludwig Gredler                                                     | Velocidade masculino       | 29:17.6   | 4     | 53    |
| Ludwig Gredler                                                     | Perseguição masculino      | 40:57.55  | 10    | 45    |
| Ludwig Gredler                                                     | Individual masculino       | 59:55.1   | 3     | 41    |
| Daniel Mesotitsch                                                  | Individual masculino       | 1:01:59.7 | 5     | 59    |
| Wolfgang Perner                                                    | Velocidade masculino       | DSQ       | DSQ   | DSQ   |
| Wolfgang Perner                                                    | Perseguição masculino      | DSQ       | DSQ   | DSQ   |
| Wolfgang Perner                                                    | Individual masculino       | DSQ       | DSQ   | DSQ   |
| Friedrich Pinter                                                   | Individual masculino       | 58:25.7   | 1     | 26    |
| Wolfgang Rottmann                                                  | Velocidade masculino       | DSQ       | DSQ   | DSQ   |
| Wolfgang Rottmann                                                  | Perseguição masculino      | DSQ       | DSQ   | DSQ   |
| Christoph Sumann                                                   | Velocidade masculino       | 27:43.2   | 2     | 15    |
| Christoph Sumann                                                   | Perseguição masculino      | 36:39.70  | 2     | 7     |
| Christoph Sumann                                                   | Largada coletiva masculina | 48:17.4   | 2     | 9     |
| Ludwig Gredler Daniel Mesotitsch Friedrich Pinter Christoph Sumann | Revezamento masculino      | 1:28:26.4 | 12    | 17    |

### Bobsleigh
| Atleta                                                         | Evento             | Final      | Final      | Final      | Final      | Final   | Final |
| Atleta                                                         | Evento             | 1ª corrida | 2ª corrida | 3ª corrida | 4ª corrida | Total   | Pos.  |
| -------------------------------------------------------------- | ------------------ | ---------- | ---------- | ---------- | ---------- | ------- | ----- |
| Wolfgang Stampfer Klaus Seelos                                 | Duplas masculinas  | 55.92      | 55.94      | 56.57      | 56.90      | 3:45.33 | 10    |
| Jürgen Loacker Gerhard Köhler                                  | Duplas masculinas  | 56.29      | 56.22      | 57.07      | 57.69      | 3:47.27 | 13    |
| Wolfgang Stampfer Klaus Seelos Juergen Loacker Hans Peter Welz | Equipes masculinas | 55.77      | 55.83      | 55.73      | 55.53      | 3:42.86 | 13    |

### Combinado nórdico
| Christoph Bieler                                             | Velocidade           | 115.8 | 8  | 0:40 | 19:44.0 +1:15.0 | 23               |
| Christoph Bieler                                             | Individual Gundersen | 251.0 | 5  | 0:46 | 41:51.3 +2:06.7 | 13               |
| Felix Gottwald                                               | Velocidade           | 112.1 | 12 | 0:54 | 18:29.0         | Medalha de ouro  |
| Felix Gottwald                                               | Individual Gundersen | 234.5 | 11 | 1:52 | 39:54.4 +0:09.8 | Medalha de prata |
| Michael Gruber                                               | Velocidade           | 116.9 | 6  | 0:35 | 19:23.3 +0:54.3 | 13               |
| Michael Gruber                                               | Individual Gundersen | 248.5 | 7  | 0:56 | 41:47.9 +2:03.3 | 12               |
| Mario Stecher                                                | Velocidade           | 108.9 | 15 | 1:07 | 19:30.3 +1:01.3 | 14               |
| Mario Stecher                                                | Individual Gundersen | 223.0 | 17 | 2:38 | 42:59.2 +3:14.6 | 19               |
| Christoph Bieler Felix Gottwald Michael Gruber Mario Stecher | Equipes              | 903.2 | 2  | 0:10 | 49:52.6         | Medalha de ouro  |

### Esqui alpino
| Atletas               | Evento                   | Final      | Final      | Final      | Final   | Final             |
| Atletas               | Evento                   | 1ª Corrida | 2ª Corrida | 3ª Corrida | Total   | Pos.              |
| --------------------- | ------------------------ | ---------- | ---------- | ---------- | ------- | ----------------- |
| Michaela Dorfmeister  | Downhill feminino        |            |            |            | 1:56.49 | Medalha de ouro   |
| Michaela Dorfmeister  | Super-G feminino         |            |            |            | 1:32.47 | Medalha de ouro   |
| Andrea Fischbacher    | Super-G feminino         |            |            |            | 1:33.97 | 13                |
| Elisabeth Görgl       | Downhill feminino        |            |            |            | DNF     | DNF               |
| Stephan Görgl         | Slalom gigante masculino | 1:17.15    | DNF        | DNF        | DNF     | DNF               |
| Renate Götschl        | Downhill feminino        |            |            |            | 1:57.20 | 4                 |
| Renate Götschl        | Super-G feminino         |            |            |            | 1:34.83 | 26                |
| Christoph Gruber      | Super-G masculino        |            |            |            | 1:32.00 | 19                |
| Reinfried Herbst      | Slalom masculino         | 53.55      | 50.42      |            | 1:43.97 | Medalha de prata  |
| Nicole Hosp           | Slalom gigante feminino  | 1:01.26    | 1:09.40    |            | 2:10.66 | 4                 |
| Nicole Hosp           | Slalom feminino          | 42.83      | 46.50      |            | 1:29.33 | Medalha de prata  |
| Nicole Hosp           | Combinado feminino       | 38.75      | 43.32      | 1:31.14    | 2:53.21 | 5                 |
| Michaela Kirchgasser  | Slalom gigante feminino  | 1:02.22    | DNF        | DNF        | DNF     | DNF               |
| Michaela Kirchgasser  | Slalom feminino          | 42.97      | 47.31      |            | 1:30.28 | 5                 |
| Michaela Kirchgasser  | Combinado feminino       | 38.99      | 43.47      | 1:31.02    | 2:53.48 | 6                 |
| Klaus Kröll           | Downhill masculino       |            |            |            | 1:50.91 | 22                |
| Mario Matt            | Slalom masculino         | DNF        | DNF        | DNF        | DNF     | DNF               |
| Mario Matt            | Combinado masculino      | 1:41.08    | 45.60      | 1:02.10    | 3:28.78 | 43                |
| Hermann Maier         | Downhill masculino       |            |            |            | 1:50.00 | 6                 |
| Hermann Maier         | Super-G masculino        |            |            |            | 1:30.78 | Medalha de bronze |
| Hermann Maier         | Slalom gigante masculino | 1:16.83    | 1:18.33    |            | 2:35.16 | Medalha de prata  |
| Alexandra Meissnitzer | Downhill feminino        |            |            |            | 1:57.78 | 8                 |
| Alexandra Meissnitzer | Super-G feminino         |            |            |            | 1:33.06 | Medalha de bronze |
| Benjamin Raich        | Super-G masculino        |            |            |            | 1:32.05 | 21                |
| Benjamin Raich        | Slalom gigante masculino | 1:16.95    | 1:18.05    |            | 2:35.00 | Medalha de ouro   |
| Benjamin Raich        | Slalom masculino         | 53.37      | 49.77      |            | 1:43.14 | Medalha de ouro   |
| Benjamin Raich        | Combinado masculino      | 1:40.42    | 44.23      | DNF        | DNF     | DNF               |
| Hannes Reichelt       | Super-G masculino        |            |            |            | 1:31.39 | 10                |
| Marlies Schild        | Slalom gigante feminino  | 1:02.68    | 1:10.59    |            | 2:13.27 | 17                |
| Marlies Schild        | Slalom feminino          | 43.09      | 46.70      |            | 1:29.79 | Medalha de bronze |
| Marlies Schild        | Combinado feminino       | 38.39      | 42.83      | 1:30.36    | 2:51.58 | Medalha de prata  |
| Rainer Schönfelder    | Slalom gigante masculino | 1:17.49    | 1:19.15    |            | 2:36.64 | 8                 |
| Rainer Schönfelder    | Slalom masculino         | 54.03      | 50.12      |            | 1:44.15 | Medalha de bronze |
| Rainer Schönfelder    | Combinado masculino      | 1:40.02    | 45.67      | 44.98      | 3:10.67 | Medalha de bronze |
| Fritz Strobl          | Downhill masculino       |            |            |            | 1:50.12 | 8                 |
| Michael Walchhofer    | Downhill masculino       |            |            |            | 1:49.52 | Medalha de prata  |
| Michael Walchhofer    | Combinado masculino      | 1:39.52    | DNF        | DNF        | DNF     | DNF               |
| Kathrin Zettel        | Slalom gigante feminino  | 1:01.95    | 1:09.40    |            | 2:11.35 | 7                 |
| Kathrin Zettel        | Slalom feminino          | DSQ        | DSQ        | DSQ        | DSQ     | DSQ               |
| Kathrin Zettel        | Combinado feminino       | 38.77      | 42.98      | 1:30.66    | 2:52.41 | 4                 |

### Esqui cross-country
| Atleta                                                   | Evento                           | Preliminares | Preliminares | Quartas | Quartas | Semifinal   | Semifinal   | Final       | Final             |
| Atleta                                                   | Evento                           | Total        | Pos.         | Total   | Pos.    | Total       | Pos.        | Total       | Pos.              |
| -------------------------------------------------------- | -------------------------------- | ------------ | ------------ | ------- | ------- | ----------- | ----------- | ----------- | ----------------- |
| Mikhail Botwinov                                         | Perseguição combinada masculina  |              |              |         |         |             |             | 1:17:08.5   | 7                 |
| Mikhail Botwinov                                         | Largada coletiva masculina       |              |              |         |         |             |             | 2:06:12.7   | Medalha de bronze |
| Martin Stockinger                                        | Velocidade individual masculino  | 2:20.18      | 25 Q         | 2:27.1  | 4       | Não avançou | Não avançou | Não avançou | 20                |
| Martin Tauber                                            | Clássico masculino               |              |              |         |         |             |             | DSQ         | DSQ               |
| Martin Tauber                                            | Perseguição combinada masculina  |              |              |         |         |             |             | DSQ         | DSQ               |
| Harald Wurm                                              | Velocidade individual masculino  | 2:20.11      | 24 Q         | 2:23.4  | 5       | Não avançou | Não avançou | Não avançou | 24                |
| Johannes Eder Jürgen Pinter                              | Velocidade por equipes masculino | DSQ          | DSQ          | DSQ     | DSQ     | DSQ         | DSQ         | DSQ         | DSQ               |
| Martin Tauber Jürgen Pinter Rolad Diethart Johannes Eder | Revezamento masculino            |              |              |         |         |             |             | DSQ         | DSQ               |

### Esqui estilo livre
| Atleta            | Evento          | Preliminar | Preliminar | Final  | Final |
| Atleta            | Evento          | Pontos     | Pos.       | Pontos | Pos.  |
| ----------------- | --------------- | ---------- | ---------- | ------ | ----- |
| Margarita Marbler | Moguls feminino | 24.15      | 6 Q        | 20.79  | 17    |

### Luge
| Atleta                         | Evento               | Final      | Final      | Final      | Final      | Final    | Final           |
| Atleta                         | Evento               | 1ª corrida | 2ª corrida | 3ª corrida | 4ª corrida | Total    | Pos.            |
| ------------------------------ | -------------------- | ---------- | ---------- | ---------- | ---------- | -------- | --------------- |
| Veronika Halder                | Individual feminino  | 47.426     | 47.137     | 47.246     | 47.278     | 3:09.087 | 5               |
| Markus Kleinheinz              | Individual masculino | 52.140     | 51.767     | 51.841     | 51.839     | 3:27.587 | 9               |
| Sonja Manzenreiter             | Individual feminino  | 47.308     | 47.200     | DNF        | DNF        | DNF      | DNF             |
| Rainer Margreiter              | Individual masculino | 52.200     | 51.880     | 52.234     | 51.800     | 3:28.114 | 12              |
| Daniel Pfister                 | Individual masculino | 52.317     | 52.103     | 52.058     | 51.882     | 3:28.360 | 13              |
| Nina Reithmayer                | Individual feminino  | 47.485     | 47.532     | 47.333     | 47.223     | 3:09.573 | 8               |
| Andreas Linger Wolfgang Linger | Duplas               | 47.028     | 47.469     |            |            | 1:34.497 | Medalha de ouro |
| Markus Schiegl Tobias Schiegl  | Duplas               | 47.108     | 47.843     |            |            | 1:34.951 | 4               |

### Patinação artística
| Atleta         | Evento               | Programa curto | Programa curto | Programa longo | Programa longo | Total  | Total |
| Atleta         | Evento               | Pontos         | Pos.           | Pontos         | Pos.           | Pontos | Pos.  |
| -------------- | -------------------- | -------------- | -------------- | -------------- | -------------- | ------ | ----- |
| Viktor Pfeifer | Individual masculino | 62.17          | 17 Q           | 101.70         | 23             | 163.87 | 22    |

### Patinação de velocidade
Individual
| Atleta              | Evento          | 1ª corrida | 1ª corrida | 2ª corrida | 2ª corrida | Final   | Final |
| Atleta              | Evento          | Tempo      | Pos.       | Tempo      | Pos.       | Tempo   | Pos.  |
| ------------------- | --------------- | ---------- | ---------- | ---------- | ---------- | ------- | ----- |
| Anna Natalia Rokita | 1500 m feminino |            |            |            |            | 2:20.19 | 27    |
| Anna Natalia Rokita | 3000 m feminino |            |            |            |            | 4:12.87 | 16    |
| Anna Natalia Rokita | 5000 m feminino |            |            |            |            | 7:16.75 | 12    |

### Salto de esqui
| Atleta                                                         | Evento                  | Preliminar | Preliminar | 1ª rodada | 1ª rodada | Final       | Final       | Final            |
| Atleta                                                         | Evento                  | Pontos     | Pos.       | Pontos    | Pos.      | Pontos      | Total       | Pos.             |
| -------------------------------------------------------------- | ----------------------- | ---------- | ---------- | --------- | --------- | ----------- | ----------- | ---------------- |
| Martin Koch                                                    | Pista normal individual | 123.0      | 9 Q        | 118.0     | 24 Q      | 111.5       | 229.5       | 23               |
| Martin Koch                                                    | Pista longa individual  | 100.8      | 8 Q        | 94.8      | 32        | Não avançou | Não avançou | 32               |
| Andreas Kofler                                                 | Pista normal individual | 134.5      | 1 PQ       | 127.0     | 11 Q      | 130.5       | 257.5       | 11               |
| Andreas Kofler                                                 | Pista longa individual  | 133.8      | 3 PQ       | 135.7     | 1 Q       | 141.1       | 276.8       | Medalha de prata |
| Thomas Morgenstern                                             | Pista normal individual | 117.0      | 13 PQ      | 134.5     | 2 Q       | 125.0       | 259.5       | 9                |
| Thomas Morgenstern                                             | Pista longa individual  | 136.8      | 1 PQ       | 131.4     | 2 Q       | 145.5       | 276.9       | Medalha de ouro  |
| Andreas Widhölzl                                               | Pista normal individual | 129.0      | 6 PQ       | 120.5     | 20 Q      | 123.5       | 244.0       | 13               |
| Andreas Widhölzl                                               | Pista longa individual  | 99.9       | 15 PQ      | 109.9     | 12 Q      | 100.2       | 210.1       | 21               |
| Martin Koch Andreas Kofler Thomas Morgenstern Andreas Widhölzl | Pista longa por equipes |            |            | 472.6     | 1 Q       | 511.4       | 984.0       | Medalha de ouro  |

### Skeleton
| Atleta       | Evento    | Final      | Final      | Final   | Final |
| Atleta       | Evento    | 1ª corrida | 2ª corrida | Total   | Pos.  |
| ------------ | --------- | ---------- | ---------- | ------- | ----- |
| Markus Penz  | Masculino | 59.55      | 59.51      | 1:59.06 | 16    |
| Martin Rettl | Masculino | 59.23      | 59.53      | 1:58.76 | 13    |

### Snowboard
Slalom gigante paralelo
| Atleta             | Evento                            | Preliminar | Preliminar | Oitavas                     | Quartas                      | Semifinal              | Final                                     | Final             |
| Atleta             | Evento                            | Pontos     | Pos.       | Adversário Tempo            | Adversário Tempo             | Adversário Tempo       | Adversário Tempo                          | Pos.              |
| ------------------ | --------------------------------- | ---------- | ---------- | --------------------------- | ---------------------------- | ---------------------- | ----------------------------------------- | ----------------- |
| Siegfried Grabner  | Slalom gigante paralelo masculino | 1:10.65    | 6 Q        | SWE Rikardsson (11) V -1.44 | SUI Inniger (3) V -0.61      | SUI Schoch (2) D +0.34 | Disputa do bronze FRA Bozzetto (13) V DNF | Medalha de bronze |
| Doris Günther      | Slalom gigante paralelo feminino  | 1:21.49    | 8 Q        | JPN Takeuchi (9) V -0.24    | RUS Tudigescheva (1) V -0.66 | GER Kober (5) D +3.76  | Bronze Final USA Fletcher (13) D +0.69    | 4                 |
| Doresia Krings     | Slalom gigante paralelo feminino  | 1:22.02    | 11 Q       | SUI Meuli (6) D +1.00       | Não avançou                  | Não avançou            | Não avançou                               | 11                |
| Heidi Krings       | Slalom gigante paralelo feminino  | 1:21.79    | 10 Q       | SUI Bruhin (7) D +2.06      | Não avançou                  | Não avançou            | Não avançou                               | 10                |
| Alexander Maier    | Slalom gigante paralelo masculino | DSQ        | DSQ        | DSQ                         | DSQ                          | DSQ                    | DSQ                                       | DSQ               |
| Andreas Prommegger | Slalom gigante paralelo masculino | 1:10.35    | 4 Q        | FRA Bozzetto (13) D +0.54   | Não avançou                  | Não avançou            | Não avançou                               | 9                 |
| Manuela Riegler    | Slalom gigante paralelo feminino  | 1:31.72    | 28         | Não avançou                 | Não avançou                  | Não avançou            | Não avançou                               | 28                |
| Harald Walder      | Slalom gigante paralelo masculino | 1:12.11    | 14 Q       | SUI Inniger (14) D +0.66    | Não avançou                  | Não avançou            | Não avançou                               | 14                |

Snowboard Cross
| Atleta                 | Evento                    | Preliminar | Preliminar | Oitavas | Quartas     | Semifinal   | Final              | Final |
| Atleta                 | Evento                    | Pontos     | Pos.       | Posição | Posição     | Posição     | Posição            | Pos.  |
| ---------------------- | ------------------------- | ---------- | ---------- | ------- | ----------- | ----------- | ------------------ | ----- |
| Mario Fuchs            | Snowboard cross masculino | 1:22.60    | 26 Q       | 3       | Não avançou | Não avançou | Não avançou        | 30    |
| Lukas Grüner           | Snowboard cross masculino | 1:21.28    | 11 Q       | 4       | Não avançou | Não avançou | Não avançou        | 19    |
| Doris Günther          | Snowboard cross feminino  | 1:32.58    | 16 Q       |         | 4           | Não avançou | Disputa de 13-16 2 | 14    |
| Dieter Krassnig        | Snowboard cross masculino | 1:21.00    | 6 Q        | 1 Q     | 2 Q         | 4           | Disputa de 5-8 4   | 8     |
| Doresia Krings         | Snowboard cross feminino  | 1:30.90    |            |         | 4           | Não avançou | Disputa de 13-16 1 | 13    |
| Hans Joerg Unterrainer | Snowboard cross masculino | 1:22.10    | 17 Q       | 1 Q     | 4           | Não avançou | Disputa de 13-16 3 | 17    |

Legenda
| Recorde mundial      | Recorde mundial (World record)               |                       | Recorde africano                      | Recorde africano (African) |                                           | Q | Classificado por posição (Qualified) |
| Recorde olímpico     | Recorde olímpico (Olympic record)            | Recorde da América    | Recorde da América (Americas)         | q                          | Classificado por melhor tempo (Qualified) |   |                                      |
| Melhor marca do ano  | Melhor marca do ano (World leading)          | Recorde asiático      | Recorde asiático (Asian)              | DNS                        | Não largou (Did not start)                |   |                                      |
| Recorde nacional     | Recorde nacional (National record)           | Recorde europeu       | Recorde europeu (European)            | DNF                        | Não terminou (Did not finish)             |   |                                      |
| Recorde pessoal      | Recorde pessoal do atleta (Personal best)    | Recorde da Oceania    | Recorde da Oceania (Oceania)          | DSQ / DQ                   | Desclassificado (Disqualified)            |   |                                      |
| Recorde da temporada | Recorde da temporada do atleta (Season best) | Recorde sul-americano | Recorde sul-americano (South America) | NM                         | Sem marca (No mark)                       |   |                                      |